# Пак Гван Ок
Пак Гван Ок (род. 1922 — неизвестно) — звеньевая колхоза имени Будённого Нижне-Чирчикского района Ташкентской области, Герой Социалистического Труда (18.05.1949).

## Биография
Родилась в селе Самир (по другим данным — в селе Красная речка) на территории современного Хабаровского края.
В 1937 году, вместе с другими корейцами своего села, депортирована в Нижне-Чирчикский район Узбекской ССР.
Рабочая полеводства, затем звеньевая колхоза им. Буденного (с 1962 г. назывался «Заря коммунизма»).
Указом Президиума Верховного Совета СССР от 18 мая 1949 г. за высокие урожаи риса получила звание Героя Социалистического Труда.
В 1980 г. награждена вторым орденом Ленина.
Умерла в конце 1990-х гг.